# Лаатре (Мулґі)
Ла́атре (ест. Laatre küla) — село в Естонії, у волості Мулґі повіту Вільяндімаа.

## Населення
Чисельність населення на 31 грудня 2011 року становила 41 особу.

## Географія
Через населений пункт проходить автошлях 24203 (Вееліксе — Лаатре — латвійський кордон).

## Історія
З 13 лютого 1992 до 24 жовтня 2017 року село входило до складу волості Аб'я.